# Quanzhendao
Quanzhendao is een belangrijke hoofdstroming binnen het daoïsme, een Oosterse filosofie uit China. Het werd in Noord-China ontwikkeld tijdens de 12e eeuw door de daoshi Wang Chongyang. Volgens de legende kreeg deze daoshi les van de onsterfelijken Zhongli Quan en Lü Dongbin.
De vertaling van Quanzhendao betekent "alles echt dao". Ook wordt het weleens Quanzhenjiao genoemd, wat "alles echtreligie" betekent. De stroming houdt zich vooral bezig met alchemie in het lichaam (neidan). Men experimenteert niet zoals de stroming waidan die zich bezighoudt buiten het lichaam met allerlei kruiden en mineralen. Men gelooft in wu wei en dat men onsterfelijkheid kan verwerven door het harmoniseren van de dao, de vijf elementen en de yin en yang in balans te houden.

## Quanzhendaotempels
- Fung Ying Seen Koon
- Ching Chung Koon
- Changchuntempel (長春宮)
- Taoyuantempel (桃源觀)